# Gilles Bosquet
Gilles Bosquet, född den 14 juli 1974 i Reims i Frankrike, är en fransk roddare.
Han tog OS-silver i fyra utan styrman i samband med de olympiska roddtävlingarna 1996 i Atlanta.